# Markt 7/8 (Coburg)

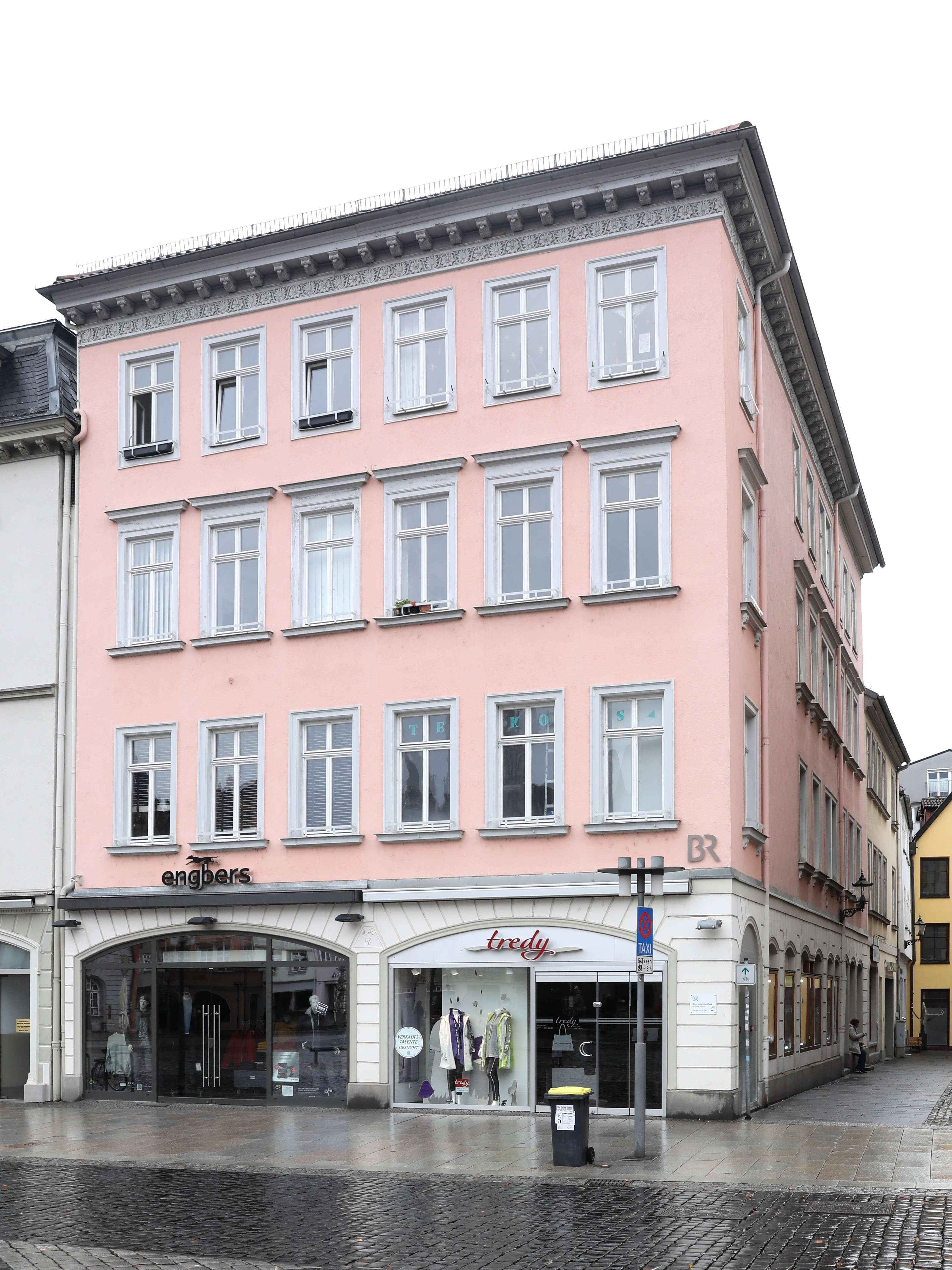
Wohn- und Geschäftshaus Markt 7/8 in Coburg

Das Wohn- und Geschäftshaus Markt 7/8 steht am Marktplatz der oberfränkischen Stadt Coburg. Das denkmalgeschützte, viergeschossige Doppelhaus stammt aus dem Jahr 1875.

## Geschichte
Das Haus 7 wurde 1393 erstmals erwähnt und 1678 als altes Gebäude mit zwei Stockwerken, einem Laden und einem Keller beschrieben. Die Ersterwähnung des Hauses 8 erfolgte 1402. Im Jahr 1702 wurde es als altes halbes Eckhaus mit drei Stockwerken, vier Stuben, einem Laden, einem Keller und einem Stall beschrieben. Die Fabrikantin Sophie Petz (Nr. 7) und der Gerbermeister Heinrich Aumüller (Nr. 8) ließen durch den Maurermeister Georg Meyer 1875 ihre beiden mittelalterlichen, schmalen Wohnhäuser durch ein Doppelhaus ersetzen. Die Läden im Erdgeschoss erfuhren in den beiden Haushälften 1924 Erweiterungen. Zu weiteren Umbauten mit Laden- und Schaufenstervergrößerungen kam es in den folgenden Jahrzehnten. Dabei wurde unter anderem in Nr. 7 im Jahre 1996 das Erd- und erste Obergeschoss zu einer Bäckereifiliale mit einem Café ausgebaut, das Ende 2016 geschlossen wurde. Eine Fassadenrenovierung und Dachsanierung ließen die Eigentümer 1987 durchführen.

## Architektur
Das viergeschossige Doppelhaus steht in Ecklage von Markt und Nägleinsgasse. Das Erdgeschoss ist im Kern vermutlich noch mittelalterlich. Ein Walmdach zur Nägleinsgasse bildet die Dachkonstruktion. Das Gebäude hat eine im Stil des Spätklassizismus gestaltete Fassade mit sechs engen Fensterachsen und einem durch Profilstürze hervorgehobenen zweiten Obergeschoss am Markt. Unter der Dachtraufe ist ein kräftig vorkragender Konsolfries über einen Palmettenreihe angeordnet. Auf die ursprünglich zwei Häuser deuten nur noch die beiden getrennten Ladeneinbauten im Erdgeschoss. Die Nebenfassade in der Nägleinsgasse, wo sich der Eingang des Doppelhauses befindet, ist wie am Mark gestaltet. Allerdings sind acht Fensterachsen und ein Blindfeld nach der Eckfensterachse vorhanden.